# Anachów
Anachów (nazwa oboczna Dwór Anny, niem. Annahof) – przysiółek wsi Kazimierz w Polsce, położony w województwie opolskim, w powiecie prudnickim, w gminie Głogówek. Historycznie leży na Górnym Śląsku, na ziemi prudnickiej. Miejscowość jest niezamieszkana.
W latach 1975–1998 przysiółek administracyjnie należał do ówczesnego województwa opolskiego.

## Geografia
Znajduje się w odległości ok. 28 km od Prudnika, 10 km od Głogówka i 1,5 km od Kazimierza. Do Anachowa można dojechać polną, nieutwardzoną drogą z Kazimierza (od zachodu), lub z Kózek (od wschodu). Położony jest na niewielkim wzniesieniu. Część zabudowań jest zarośnięta. Na północ od Anachowa ma swoje źródło bezimienny dopływ Straduni.

## Nazwa
Topograficzny opis Górnego Śląska z 1865 roku notuje miejscowość pod nazwą Annavorwerk. Do 1945 niemiecką nazwą miejscowości było Annahof. Po zakończeniu II wojny światowej otrzymała polską nazwę Kolonia Świętej Anny, jednak miejscowa ludność używała wyłącznie nazwy Anachów. W sierpniu 2001 Rada Miejska Głogówka postanowiła formalnie zmienić nazwę miejscowości na Anachów, decyzja została urzędowo zaakceptowana w 2003. Nazywana też Dwór Anny.

## Historia
Miejscowość powstała w XIX wieku jako folwark należący do Kazimierza. Według Meyers Gazetteer Anachów był zamieszkiwany przez 44 osoby. Po II wojnie światowej została przejęta przez polską administrację. Na początku lat 50. XX wieku w Anachowie mieszkało 10 rodzin, w tym autochtoniczni Ślązacy i przybyli po wojnie Krakowiacy. Mieszkańcy zaczęli stopniowo opuszczać miejscowość już w okresie PRL-u, między innymi ze względu na niedoprowadzenie do niej sieci wodociągowej. W 1966 w Anachowie mieszkało 35 osób. W 2006, w związku z opuszczeniem większości domów, w Anachowie rozpoczęła się fala kradzieży. W 2013 w miejscowości mieszkały 2 osoby. Ostatnią mieszkanką była Romualda Błaszko, zmarła w 2019. Opuszczony Anachów posiada w okolicy opinię miejsca „nawiedzonego”, według relacji odwiedzających rzekomo występują tu różne zjawiska paranormalne.

## Religia
Katolicy z Anachowa należeli do parafii Wniebowzięcia Najświętszej Maryi Panny w Kazimierzu (dekanat Głogówek).

## Bezpieczeństwo
Miejscowość jest pod opieką dzielnicowego rejonu służbowego nr 13 Komendy Powiatowej Policji w Prudniku (Komisariat Policji w Głogówku).
Teren miejscowości, jak i całej gminy Głogówek, położony jest w strefie nadgranicznej w związku z czym Straż Graniczna dysponuje, na tym obszarze, specjalnymi kompetencjami w zakresie bezpieczeństwa. Gminę Głogówek obejmuje zasięgiem służbowym placówka Straży Granicznej w Opolu ze Śląskiego Oddziału SG.